# Гран-Пилье-д’Англь
Гран-Пилье-д’Англь (фр. Grand Pilier d’Angle) — вершина в горном массиве Монблан в Альпах в Италии в провинции Валле-д’Аоста высотой 4243 метров над уровнем моря. Первое восхождение на вершину совершил Фредерик Клиссольд с шестью проводниками 20 августа 1822 года. Гран-Пилье-д’Англь входит в основной перечень вершин-четырёхтысячников Альп, составленный UIAA в 1994 году.

## Физико-географическая характеристика
Вершина Гран-Пилье-д’Англь полностью расположена на территории Италии в провинции Валле-д’Аоста и является второстепенной вершиной массива Монблан. Гран-Пилье-д’Англь расположена на гребне дю-Пётре, спускающемся с вершины Монблана в сторону второй по высоте вершине Альп Монблан-де-Курмайёра и далее в Валле-д’Аосту. Восточная и северо-восточная стены вершины представляют собой отвесные 900-метровые стены, возвышающиеся над ледником Бренва.
Родительской вершиной по отношению к Гран-Пилье-д’Англь является Монблан-де-Курмайёр, которая расположена в 140 метрах к северо-западо-северу. Вершины соединены гребнем с нижней точкой высотой 4200 метров. Таким образом, относительная высота вершины Гран-Пилье-д’Англь составляет 43 метра. В 1994 году UIAA при составлении списка горных вершин-четырёхтысячников Альп поместил эту вершину в основной список, так как она удовлетворяла топографическому критерию. В списке UIAA Гран-Пилье-д’Англь занимает 25 место по абсолютной высоте.

## История восхождений
Первое восхождение на вершину совершил Фредерик Клиссольд с шестью проводниками (братья Жозеф-Мари, Давид и Жак Куттье, Пьер-Мари Фаврет, Жан-Батист Симон и Мэттью Боссоне) 20 августа 1822 года. Они прошли на вершину по гребню после восхождения на основную вершину Монблана, также совершив по пути первое восхождение на Монблан-де-Курмайёр. Первое прямое восхождение на вершину из долины через гребень Пётре совершили Джеймс Эккле, Мишель-Клемент Пайот и Альфонс Пайот 31 июля 1877 года.
Первое прямое восхождение на вершину Гран-Пилье-д’Англь не через гребень дю-Пётре было совершено Вальтером Бонатти и Тони Гобби с 1 по 3 августа 1957 года. Они поднялись на вершину по северо-восточной стене. В последующие несколько лет Вальтер Бонатти открыл ещё два новых маршрута на Гран-Пилье-д’Англь: 22—23 июня 1862 года по северной стене совместно Козимо Заппелли и 11—12 октября 1963 года по юго-восточной стене с ним же. Все три маршрута имеют категорию сложности ED по классификации IFAS (V/VI категория сложности по классификации UIAA).
16-17 сентября 1971 года Вальтер Чечинель и Жорж Номине прошли новый маршрут по северо-восточной стене (категория сложности TD+). 11 августа 1973 года Гай Дюфур и Жан Фреэль открыли ещё один новый маршрут по северо-восточной стене (категория сложности TD+).
Один из сложнейших маршрутов на Гран-Пилье-д’Англь и в целом в Альпах был пройден 5-8 августа 1984 года французскими альпинистами Патриком Габарру и Франсуа Марсиньи. Этот маршрут, проходящий по северо-восточной стене, получил название Divine Providence. В 1990 году другой французский альпинист Жан-Кристоф Лафай сделал первое соло-восхождение по этому маршруту.
6 июля 2011 года российский альпинист и бейсджампер Валерий Розов совершил первый в истории бейс-прыжок с Гран-Пилье-д’Англь. Он поднялся на вершину по юго-восточной стороне в сопровождении российского альпиниста Александра Ручкина, гида Томаса Сенфа и фотографа Давида Оттермана, спустился немного ниже по части маршрута Divine Providence, и совершил прыжок с итальянской стороны вершины с высоты около 3900 метров, приземлившись на леднике Бренва.

## Маршруты восхождений
Вершина Гран-Пилье-д’Англь не пользуется широкой популярностью среди альпинистов. Маршруты, проложенные на вершину, достаточно сложные и опасные. Наиболее часто восхождения на вершину совершаются по северо-восточной стене Гран-Пилье-д’Англь. Самым безопасным маршрутом на вершину считается маршрут Чечинеля-Номине категории сложности TD+ по классификации IFAS. Более сложные маршруты на вершину — это маршрут Бонатти-Гобби, представляющий собой 900 метров смешанного ледово-скального лазания, и маршрут Divine Providence (дословно Божественное провидение) категории сложности ED4 по классификации IFAS, считающийся одним из самых сложных маршрутов в Альпах. Спуск с вершины обычно делают через дальнейшее восхождение на вершину Монблана по верхней части гребня Пётре.